# Любомир Пеловски
Любомир Тодоров Пеловски е български политик от БКП.

## Биография
Роден е на 16 август 1944 г. в град Троян. През 1962 г. завършва гимназия в 10 училище София. През 1967 г. завършва „Архитектура“ във ВИСИ, София.
В периода 1968-1974 г. работи като проектант в „Софпроект“. От 1972 г. е член на БКП. Между 1979 и 1982 г. е главен архитект на отдел в „Софпроект“, а през 1985-1986 г. е негов главен директор.
От 1986 до 1988 г. е заместник-председател на Комитета по териториално и селищно устройство, а и главен директор на „Главпроект“. Между 1989 и 1990 г. е първи заместник-министър на строителството, архитектурата и благоустройството. През 1991 г. е назначен за изпълняващ длъжността министър на строителството, архитектурата и благоустройството.
Между 1992 и 1995 г. е управител на „Интеринвестинженеринг“ ООД, а през 1997 г. става експерт на „Техноекспортстрой“ в Мароко. В периода 2000-2007 г. преподава в УНСС
Работил е по подробните устройствени планове на пешеходната зона в Севлиево и на Берковския Балкан, както и по градоустройствени планове на населени места в Алжир, Нигерия, Мароко. Автор е на проекти за строителство на обществени и жилищни сгради.